# 拓跋比延
拓跋比延（？—316年），鲜卑拓跋部首领拓跋猗卢的幼子。猗卢宠爱拓跋比延，欲立他为后。将长子拓跋六修出居到新平城，废黜六修之母。六修有骅骝骏马，日行五百里，拓跋猗卢想把他给比延。后来六修来朝，拓跋猗卢又命六修拜比延，六修不从。
拓跋猗卢让比延坐自己所乘步辇，使人导从出游。六修看见，以为是父亲，拜伏在路左，到了之后，一看是比延，惭怒而走。拓跋猗卢召他，他不回还。拓跋猗卢答怒，率众讨伐他。拓跋猗卢战败，六修杀比延。拓跋猗卢改微服藏到民间，被贫妇认出，遂被杀害。　　	